# Peña Blanca (Tumbes)
Peña Blanca es un caserío peruano ubicado en el distrito de Pampas de Hospital, perteneciente a la provincia y el departamento de Tumbes, al norte del Perú. 

## Ubicación
Peña Blanca se ubica al norte de la provincia de Tumbes, en el distrito de Pampas de Hospital, en el departamento de Tumbes.

## Demografía
En 2017 Peña Blanca tenía una población de 187 habitantes.
| Gráfica de evolución demográfica de Peña Blanca entre 1993 y 2017 |
|                                                                   |
| Fuentes: Población 1993 y 2017                                    |